# 清朝子爵列表
清朝子爵列表，包括宗室與功臣中五等爵制的子爵。清兵入關後，時以滿語稱精奇尼哈番（转写：jingkini hafan），意思是「正官」。乾隆后等汉名为子爵，分为三等。

## 宗室
興祖系
- 拜三，清太祖五叔祖父包朗阿曾孙。
  - 顧納岱，拜三子。封一等男。
    - 謨洛渾，顧納岱子。封一等子。

  - 顧巴岱，拜三子。
    - 席特庫，顧巴岱子。封一等子。
      - 舒祿，席特庫子。封一等子。	
        - 伊靈阿，舒祿子。襲一等子。
        - 瑪爾泰，舒祿子。
          - 安崇阿，瑪爾泰子。
            - 四寶，安崇阿子。封二等子。

景祖系
- 禮敦巴圖魯，清太祖大伯父。
  - 博伊和齊，禮敦巴圖魯第一子。崇德七年，卒。
    - 塞勒，博伊和齊第一子。順治四年，封一等子。十四年，卒。
      - 額爾德，塞勒第三子。封一等子。康熙八年，革爵；后襲二等子。十年，卒。
        - 喇祜塔，額爾德第一子。康熙十年，襲二等子。二十三年，卒。
        - 噶爾漢，額爾德子。康熙二十四年，襲二等子。三十四年，革爵。

## 功臣
按，清初无子爵名称。曰总兵，曰昂邦章京，曰精奇尼哈番者，乾隆元年均定为子爵。原封诸人悉据《皇朝文献通考·封建考》改定名称列入

### 一等子
封一等子者：
- 额亦都，天命中以功授一等總兵官。天命六年卒，后赠公
  - 遏必隆，額亦都子，天聰六年襲一等總兵官。後因事革
    - 殷德，額亦都孫。康熙五十二年，特恩賜襲一等精奇尼哈番，雍正二年晉襲三等果毅公
- 揚古利，積軍功授一等總兵官，天聰八年五月以軍功加牛錄章京，尋封超等公
- 多尼库鲁格，天命中積軍功，授一等昂邦章京。崇德七年陣亡，超贈三等公
- 冷格里，一作楞额里，天聪元年積軍功，授一等總兵官，卒，諡文襄
  - 穆成額，冷格里子。天聰八年襲
    - 穆赫林，穆成額子。崇德五年六月襲。順治九年正月，恩詔晉封二等伯，又晉一等伯
      - 四格，穆赫林子。康熙四年正月襲一等伯
        - 吉當阿，四格子。康熙四十九年二月降襲一等精奇尼哈番（一等子）。坐事革。
        - 色克圖，吉當阿弟。雍正四年六月襲
          - 楊桑阿，色克圖兄子。乾隆九年十二月襲。十八年，緣事革，乾隆二十五年復襲
          - 舒崇阿，楊桑阿弟。乾隆十八年十二月襲。二十五年二月卒。仍以兄楊桑阿襲
          - 賽炳阿，楊桑阿弟。乾隆三十年十二月襲
            - 舒勳，賽炳阿子
              - 瑞文，舒勳子。道光七年襲
              - 奎文，瑞文叔祖扎清阿孫。道光二十八年襲
              - 貴文，奎文弟。咸豐三年襲
                - 毓順，貴文子。同治元年襲
                  - 鍾斌，毓順子。光緒十七年襲
                  - 榮華，鍾斌叔子。光緒三十一年襲
- 鼇拜，積軍功加至一等昂邦章京，尋封三等侯
- 马光远（天聪八年）
- 达尔汉（崇德元年）
- 郭尔图车臣（崇德元年）
- 布尔哈都（崇德元年）
- 叶臣（崇德二年）
- 俄尔克奇代青（崇德七年）
- 多爾機達爾漢諾彥，崇德元年以來歸授一等梅勒章京，順治二年，加爲三等昂邦章京。恩詔加至一等昂邦章京，又一拖沙喇哈番（一等子又一雲騎尉）。卒。諡順僖
  - 博地，多爾機達爾漢諾彥子。順治十七年七月襲一等昂邦章京
- 田雄，順治二年，以來歸及軍功授一等精奇尼哈番。十八年五月，超封二等侯
- 许定国（顺治二年）
- 阿山（顺治三年正月由已削三等公封）
- 德参济旺（顺治四年三月）
- 李國翰，初襲三等男，順治五年六月，晉封至一等精奇尼哈番。九年正月，晉至一等伯
- 鄭芝龍，順治五年八月，以歸順，授一等精奇尼哈番。十年五月，晉封同安侯
- 左梦庚（顺治五年八月）
- 董学礼（顺治五年八月）
- 唐通（顺治五年八月）
- 石廷柱，順治七年八月，以軍功由一等精奇尼哈番封三等伯。
  - 慶德，石廷柱曾孙。雍正八年六月降襲一等精奇尼哈番又一拖沙喇哈番（一等子又一雲騎尉），坐事革
    - 祥泰，慶德兄之子。雍正十一年十月襲。緣事革

  - 石勇，祥泰族叔。雍正十二年十二月襲
    - 明德，石勇子。乾隆四十四年十二月襲
      - 阿裕嚕，明德子。嘉慶三年襲
        - 呢爾吉巴圖，阿裕嚕子。道光二十七年襲
          - 景全，呢爾吉巴圖子。光緒五年襲
            - 鳳岐，景全子。光緒十七年襲
- 伊爾德，順治七年五月以軍功加為一等昂邦章京。九年正月恩詔超封三等侯
- 莽古爾代，順治七年三月，恩詔加爲一等昂邦章京。九年正月，恩詔超封二等伯
- 苏拜（顺治八年正月。寻削，后封一等男）
- 罗什（顺治八年正月）
- 噶尔玛苏索诺木（顺治八年闰二月）
- 沃赫（一作倭黑，三等子费英东孙，顺治九年正月由袭爵晋封。后晋袭三等公）
- 赖达库（赠三等男安达理子，顺治九年正月由袭爵晋封）
- 拜山（赠三等子霸奇兰尔子。同上）
- 多尔济（三等子色棱布笃马子。同上）
- 绰尔济（三等男多尔济弟。同上）
- 祖永烈（三等子祖可法子。同上）
- 阿尔津（顺治九年正月）
- 多尔机达尔汉诺颜（顺治九年正月）
- 塔什盖护鲁格（顺治九年正月）
- 色楞车臣（顺治九年正月）
- 祖泽洪（顺治九年正月）
- 范文程（顺治九年正月）
- 祖泽润（顺治九年正月）
- 张存仁（顺治九年正月）
- 王之鼎，順治九年正月，恩詔加爲一等精奇尼哈番。康熙九年二月，以軍功晉封三等伯
- 古尔布什（一作顾尔布锡。顺治九年十一月）
- 倭黑，费英东孙，查喀尼子。順治九年累加爲一等精奇尼哈番，十六年，特旨賜襲三等公
- 陈泰（顺治十二年六月）
- 敦拜（顺治十三年闰五月）
- 爱音塔穆，赠一等男穆克谭子。顺治十三年闰五月由袭爵以军功晋封至一等精奇尼哈番（一等子）
- 苏明（顺治十三年）
- 哈岱（赠三等子巴赖都尔莽鼐子。顺治十四年九月由袭爵以军功晋封）
- 武拜（顺治十六年三月）
- 马尔赛（二等男谭拜子。顺治十七年七月由袭爵以军功晋封）
- 博通鄂（三等子珠玛喇子，康熙元年三月以世职兼袭爵并封）
- 胡有升（康熙三年十月）
- 阿南达（一等男图霸子，康熙五年六月以世职兼袭爵并封）
- 觉罗席特库（赠三等男拜三孙、二等子顾纳岱弟子，康熙八年十月由兼袭两爵并封）
- 巴泰（康熙九年十一月）
- 和善（三等男诺木奇从孙，康熙十年五月以世职兼袭爵并封）
- 班达尔沙（一等男博思希从弟，康熙十八年三月以世职兼袭爵并封）
- 阿喇納，康熙十九年十一月襲一等子。雍正二年，加贈拜他喇布勒哈番併爲三等伯
- 龔圖，康熙十九年六月襲一等子。三十六年七月，以軍功晉封三等伯。
- 阿里浑（二等子叟格都兰孙，康熙二十五年二月由袭爵以军功晋封）
- 马锡泰，一等男逊塔子，康熙二十五年六月由袭爵以军功晋封一等精奇尼哈番（一等子）
  - 吳爾希，馬錫泰子。康熙三十年五月襲一等子
- 赵良栋（康熙三十四年四月，追敍平雲南功，封一等子。后追晋一等伯
  - 趙弘燮，趙良棟次子。康熙三十七年襲一等子。六十一年卒
    - 趙之璧，趙弘燮子。康熙六十一年襲一等子
- 郎圖，巴什泰曾孙，康熙五十六年，銷去恩詔所得，襲一等精奇尼哈番（一等子）
  - 納爾泰，郎圖姪。乾隆二年襲
    - 德成額，納爾泰子。乾隆五年襲
      - 永祥，乾隆五十九年襲
        - 克什布，永祥孫。嘉慶十八年襲
          - 希拉布，道光二十九年襲
            - 崇壽，咸豐四年襲
              - 安續，崇壽嗣子。光緒十七年襲
              - 安成，光緒二十五年襲
- 年羹尧（雍正二年三月于一等公外加封）
- 多尔机（三等子班惕思希布子，雍正三年四月由袭爵以军功晋封）
- 佟瑁（二等子佟养性曾孙，雍正七年五月以世职兼袭爵并封）
- 鄂爾泰，雍正十三年八月，加賜一等輕車都尉併作一等子。乾隆二年十二月，復給一騎都尉，併爲三等伯
- 夏冕（二等子夏璞孙，乾隆元年由降袭三等子兼世职晋封）
- 班第，乾隆十九年十月，以軍功封一等子。二十年五月，以軍功晉封一等誠勇公
- 和隆武，乾隆二十二年六月，追贈其父和起爲一等伯，併給一等子，令其承襲。四十一年正月，以平定金川功，晉封三等果勇侯
- 丰伸额（乾隆四十年正月于所袭一等公外加封）
- 许世亨，乾隆五十三年十二月，以平安南功，封一等子，五十四年，以陣亡富良江，赠三等伯
- 明亮，嘉慶十三年五月，晉封一等子。十四年正月，再晉三等伯
- 徐广缙（道光二十九年四月）
- 李臣典（同治三年六月）
- 鲍超（同治三年十月）

赠一等子者：
- 绰和诺（天聪五年）
- 代音布（天聪八年）
- 准塔（顺治五年六月由三等子赠）
- 觉罗顾纳岱（顺治七年五月由二等子赠）
- 王进宝（乾隆四十七年由三等子追晋）
- 佛住（赠三等子三泰子，嘉庆二年正月由袭爵赠）

### 二等子
封二等子者：
- 佟养性（天命六年）
- 索诺穆（天命中）
- 喀克都哩（天聪三年）
- 噶爾瑪僧格，天聰八年襲二等子。順治九年正月，恩詔晉封三等伯。
- 索尼，以任事有能及軍功，加至二等昂邦章京，順治九年正月，晉封三等伯
  - 善保，索尼曾孙，乾隆十五年，銷去恩詔所得，襲二等子。二十二年，復襲一等公。以其從弟法隆武襲二等子
- 六十，二等子普漢弟。崇德二年十月襲二等子。順治九年正月，恩詔晉封三等伯
- 倭黑，费英东孙，查喀尼子。崇德八年恩詔加爲二等精奇尼哈番，順治九年累加爲一等精奇尼哈番
- 伊爾德，積軍功加至二等昂邦章京，順治七年五月以軍功加為一等昂邦章京
- 莽古爾代，順治二年二月，加爲二等昂邦章京。七年三月，恩詔加爲一等昂邦章京
  - 班達爾沙，莽古爾代侄曾孫。雍正七年降襲二等精奇尼哈番（二等子）
    - 班岱，班達爾沙子。乾隆八年十二月襲
    - 班達哈，班岱弟。乾隆十一年十二月襲
      - 特通阿，班達哈子。乾隆四十五年十二月襲
        - 哈當阿，班塔子。嘉慶四年襲
          - 松桂
            - 立端
              - 恩特和圖，立端繼子。光緒三十四年襲
- 巴赛卓尔齐泰（顺治二年七月）
- 叟格都兰（顺治三年五月）
- 觉罗顾纳岱（顺治四年。后赠一等）
- 刘良佐（顺治五年八月）
- 車爾布，順治五年，分襲父之二等精奇尼哈番,九年，恩詔晉封三等伯
- 蘇拜，順治五年,恩詔加爲二等精奇尼哈番。十六年三月，緣事降一等阿思哈尼哈番
- 鄂罗塞臣（顺治六年）
- 程尼，勞薩子，順治七年三月，恩詔加爲二等精奇尼哈番。九年正月，兩次恩詔，超封一等伯
- 觉罗塞勒（顺治七年三月）
- 王世选（顺治七年三月）
  - 王之鼎，王世選子。順治七年十一月襲二等子。九年正月，恩詔加爲一等精奇尼哈番
    - 王淳，王之鼎曾孙。乾隆十五年七月降襲二等子
      - 王條，王淳子。乾隆十八年十二月襲
        - 王熾，王條子。乾隆二十四年十二月襲
        - 王炎，王熾弟。乾隆三十六年襲
          - 王增，王炎子。乾隆五十二年襲

        - 王羹，王增叔祖子。道光四年襲
          - 王基，王羹子。道光十三年襲
            - 桂普，王基子。同治七年襲
              - 德源，桂普子。光緒二十四年襲
              - 德浩，德源弟。光緒二十五年襲
- 阿郁实（三等子巴拜子。顺治七年三月由袭爵晋封）
- 夏璞（三等子夏成德子。同上）
- 額爾克代青，恩格德尔子。順治二年加爲二等昂邦章京。七年，恩詔超封三等侯。後以事削去侯爵，降爲二等精奇尼哈番，晉一等侯
- 博尔惠（顺治八年正月）
- 伊圖，英古爾代子。順治九年，恩詔，加爲二等精奇尼哈番（二等子）。是年卒。
- 碩塔，伊圖弟。順治九年四月襲二等子
  - 額爾金，碩塔叔父之孫。康熙二十二年十月襲。以罪革
- 光泰，吳內格子，順治九年，恩詔加至二等精奇尼哈番，後仍降爲一等阿思哈尼哈番（一等男）
  - 沙哈納，光泰兄之子。康熙八年襲叔父光泰職，併爲二等精奇尼哈番（二等子）
    - 智勇，沙哈納弟之子。康熙二十一年襲。以罪革
- 哈山（顺治九年正月）
- 都尔玛（一作杜鲁麻占）（顺治九年正月）
- 达运（顺治九年正月）
- 光泰（顺治九年正月）
- 明安达理（顺治九年正月）
- 爱音塔穆，赠一等男穆克谭子。天聰八年五月襲梅勒章京。順治九年正月，恩詔加至二等精奇尼哈番。軍功至一等精奇尼哈番
- 多尔吉（三等子毕喇希子，顺治九年正月由袭爵晋封）
- 锦布（赠一等男翁阿代弟子。顺治十年三月由袭爵晋封）
- 尼堪（顺治十年五月）
- 線國安，順治十一年九月，以軍功由二等阿思哈尼哈番封三等伯
- 苏克萨哈（顺治十三年八月）
- 沙里代（一作沙尔代。三等男沙济弟，顺治十五年五月以世职兼袭爵并封）
- 硕色纳（康熙四年八月）
- 王用予（三等子王进宝子，康熙二十□年以世职兼袭爵并封）
- 永泰，龔圖子。康熙五十七年十二月降襲二等精奇尼哈番（二等子）
  - 富勒赫，永泰子。乾隆二十年七月襲二等子
    - 珠爾松阿，富勒赫子。乾隆五十三年襲
- 固宁阿，赠三等子劳萨五世孙，乾隆十三年五月降襲二等精奇尼哈番（二等子）
  - 阿克敦，固寧阿子。乾隆三十年十二月襲
    - 武爾恭額，阿克敦子。乾隆四十七年十二月襲

  - 松寧，武爾恭額叔。乾隆四十九年十二月襲
    - 慶亮，嘉慶四年襲
      - 秀聯，慶亮子。道光二十八年襲
        - 鍾潤，秀聯子。光緒十八年襲
- 額勒登保，嘉慶六年，晉二等子。尋晉三等伯
- 王得禄（嘉庆十四年九月。后赠伯）
- 马济胜（道光十三年十二月）
- 刘辏（二等轻车都尉赠骑都尉兼一云骑尉又加赠一等轻车都尉刘松山子，光绪□年以袭职并封）

赠二等子者：
- 博波图（顺治中）

### 三等子
封三等子者：
- 康果礼（天命前）
- 费英东，天命四年授三等總兵官，后追晋三等公
  - 索海，費英東子，天命五年襲三等總兵官（三等子）
  - 納海，索海兄。與弟圖賴分襲三等總兵官。緣事革
  - 圖賴，索海弟。與兄納海分襲三等總兵官。緣事革，加至三等昂邦章京，順治二年三月以軍功進封三等公
  - 查喀尼，索海弟。天聰八年改襲三等昂邦章京（三等子）
    - 倭黑，查喀尼子。崇德八年襲三等昂邦章京，恩詔加爲二等精奇尼哈番
- 何和哩，天命中授三等總兵官，后追晋三等公
  - 和碩圖，初襲父職。天聰二年，以軍功超封三等公
- 扈尔汉巴拜（天命中）
- 李永芳（天命中）
- 圖爾格，積軍功加至三等昂邦章京，緣事革。後以軍功，復加至三等昂邦章京。崇德八年十月，以軍功超封三等公
  - 科布梭，圖爾格子。順治二年二月降襲三等昂邦章京。尋以罪革。八年閏三月，襲父三等公
- 莽古爾代，天聰八年五月自蒙古來歸，授三等昂邦章京。順治二年二月，加爲二等昂邦章京
- 吳內格，加至三等總兵官。天聰八年五月，以軍功超封三等公
  - 光泰，吳內格子。天聰九年二月襲。崇德四年六月，以罪降一等梅勒章京，順治七年，恩詔晉三等精奇尼哈番。緣事，降一等阿思哈尼哈番
    - 延福，光泰兄之曾孙。雍正八年，銷去恩詔所得，襲三等精奇尼哈番（三等子）
      - 阿玉璽，延福子。乾隆十八年襲。坐事革
        - 安泰，阿玉璽從子。乾隆十九年襲
          - 伊魯爾圖，安泰子。乾隆四十年襲
            - 佛興額，伊魯爾圖子。嘉慶元年襲
            - 富珠隆阿，佛興額弟
              - 英瑞，富珠隆阿子
                - 永福，英瑞子
- 英古爾代，加至三等昂邦章京。順治二年三月，超封三等公
  - 伊圖，英古爾代子。順治五年九月襲三等公。後緣事降爲三等精奇尼哈番。九年，加爲二等精奇尼哈番
    - 英敏，英古爾代孫。康熙五十六年十一月降襲三等精奇尼哈番（三等子），坐事革。
      - 英俊，英敏子。雍正六年十二月襲
        - 保賀，英俊子。乾隆十二年四月襲
          - 哲臣，保賀子。乾隆四十七年十二月襲。
            - 福珠隆阿
              - 海慶
                - 志勤
                  - 如璧
                    - 阿拉哈
- 巴什泰，圖魯什子。天聰八年十一月襲父職三等子。順治九年正月，恩詔晉封至一等伯
- 恩格德尔，天聪九年，授三等昂邦章京。雍正七年，追晋三等公
  - 額爾克代青，恩格德尔子。崇德元年襲三等昂邦章京。順治二年加爲二等昂邦章京
  - 囊努克，額爾克代青兄。順治十六年，以額爾克代青有罪，囊努克襲三等精奇尼哈番，康熙六年，仍留本身二等阿達哈哈番（二等輕車都尉）
- 噶尔玛叶尔登（崇德元年）
- 色棱布笃马（崇德元年）
- 毕喇希（崇德元年）
- 吴巴海（崇德二年）
- 程尼，勞薩子，崇德七年八月襲三等精奇尼哈番。順治七年三月，恩詔加爲二等精奇尼哈番
- 夏成德（顺治元年二月）
- 索尼，以任事有能及軍功，加至三等昂邦章京，尋加爲二等昂邦章京
- 多尔济（顺治二年二月）
- 齐墨克图（三等公武纳格子。顺治二年由降袭一等男兼世职并封）
- 刘泽清（顺治二年九月）
- 准塔（顺治三年四月。后赠一等）
- 固鲁格（顺治四年七月）
- 蘇拜，順治五年六月，積軍功，授三等精奇尼哈番，恩詔加爲二等精奇尼哈番
- 李本深（顺治五年八月）
- 郑芝龙（顺治五年八月）[2][3]
- 何洛会（顺治六年）
- 祖可法（顺治七年三月）
- 伊爾登，順治七年，恩詔加爲三等精奇尼哈番。九年，恩詔超封三等伯
- 都雷，順治七年，特恩加爲三等精奇尼哈番。九年，兩次恩詔，超封二等伯
- 张天禄（顺治八年五月）
- 任珍（顺治八年）
- 佟图赖（顺治九年正月。后赠一等公）
- 觉善马喇希（顺治九年正月）
- 张大猷（顺治九年正月）
- 曹恭诚（顺治九年正月）
- 吴应熊（顺治九年正月）
- 固鲁（三等男图尔奇业尔登子，顺治九年正月由袭爵晋封）
- 克什图，一等男恩格图兄子。同上，加至三等精奇尼哈番，十八年，將原襲之一等阿思哈尼哈番襲於恩格圖子鄂爾濟圖，止留本身所得之拜他喇布勒哈番（騎都尉）
- 孙有光（三等男孙得功子。同上）
- 希福（顺治九年四月）
- 刘之源（顺治九年十一月）
- 全节（顺治十一年九月）
- 丹代（一等男阿哈尼堪子，顺治十二年三月以世职兼袭爵并封）
- 珠玛喇（顺治十三年闰五月）
- 隆古，一等男绰尔门子，顺治十三年闰五月由袭爵以军功晋封三等精奇尼哈番（三等子）
  - 阿喇納，隆古子。康熙九年二月襲三等子
  - 畢禮克，阿喇納弟。康熙十八年八月襲。以不及解退，康熙四十二年復襲
    - 烏爾圖那蘇圖，畢禮克子。康熙五十九年四月襲
      - 德福，烏爾圖那蘇圖孫。乾隆十二年十二月襲。二十四年革。無襲

  - 布達，畢禮克兄。康熙三十七年六月襲
    - 色勒，布達子。康熙三十九年四月襲
- 吕应学（二等男吕国宝子。顺治十四年八月由袭爵晋封）
- 班惕思希布（一等男色棱子，顺治十四年九月由袭爵以军功晋封）
- 傅夸禅（康熙四年二月）
- 绰尔济（康熙六年正月）
- 陳福，二等阿思哈尼哈番，加三等精奇尼哈番。康熙十四年，以陝西提督被戕，贈三等公
- 王辅臣（康熙十三年二月）
- 王进宝（康熙十九年十二月。后追晋一等）
- 白繪，承恩公白文選子，降襲三等精奇尼哈番，無襲
- 托克塔哈尔（一等男图美子，康熙三十六年七月由袭爵以军功晋封）
- 布纳海（赠一等男路什子。同上）
- 色楞，博地子。康熙四十五年十二月降襲三等精奇尼哈番（三等子）
  - 黑達色，色楞子。雍正三五月襲
    - 奇拉克，黑達色子。乾隆二十四年十二月襲
      - 興安，奇拉克子。乾隆四十八年十二月襲
        - 保清，興安子
          - 伊什扎木蘇，保清子
            - 祥麟，伊什扎木蘇子
              - 俊璋，祥麟子。光緒十一年襲
- 明宝（一等男硕詹曾孙，雍正二年十二月由袭爵以军功晋封）
- 張廷玉，雍正十三年八月，封三等子。乾隆二年十二月，晉封三等伯
- 额森特（乾隆四十六年六月）
  - 哈金泰，額森特子。乾隆四十八年十二月襲
    - 哈豐阿，哈金泰子。乾隆五十四年襲

  - 伊爾綳阿，額森特嗣繼子。乾隆五十七年襲
    - 德山，伊爾綳阿子。嘉慶元年襲
      - 額勒精阿，德山從子。嘉慶七年襲
        - 揚桑阿，額勒精阿子。道光七年襲
- 那彦成（嘉庆十八年十二月）
  - 容安，那彥成子。嘉慶二十一年襲三等子，道光十年十月革
  - 容照，容安弟。道光十年十月襲三等子
    - 鄂素，容照孫，咸豐二年襲三等子
    - 鄂禮，鄂素伯祖之孫。同治二年襲三等子
- 绪光（二等轻车都尉加赠一等轻车都尉瑞昌子，同治□年以袭爵并封）

赠三等子者：
- 图鲁什（天聪八年十一月由三等男赠）
- 霸奇兰尔（天聪十年二月由一等男赠）
- 劳萨（崇德七年八月由二等男赠）
- 巴赖都尔莽鼐（崇德八年八月由一等男赠）
- 白尔赫图（康熙十年三月由一等男赠）
- 三泰（乾隆二十四年四月）
  - 佛住，三泰子，乾隆二十四年四月襲三等子，在四川陣亡，優給騎都尉，加一雲騎尉，併原襲三等子，爲一等子，加一雲騎尉
    - 阿霖，佛住玄孙，宜麟弟。光緒二十五年，銷去佛住所得，仍襲三等子，加一恩騎尉
- 王文雄（嘉庆五年八月）
  - 王開雲，王文雄子。嘉慶五年襲三等子
    - 王鳳翥，王文雄孫，道光二十年襲三等子

### 无等级子
封子不言等者：
- 郑袭（康熙中）[4]